# مروارید

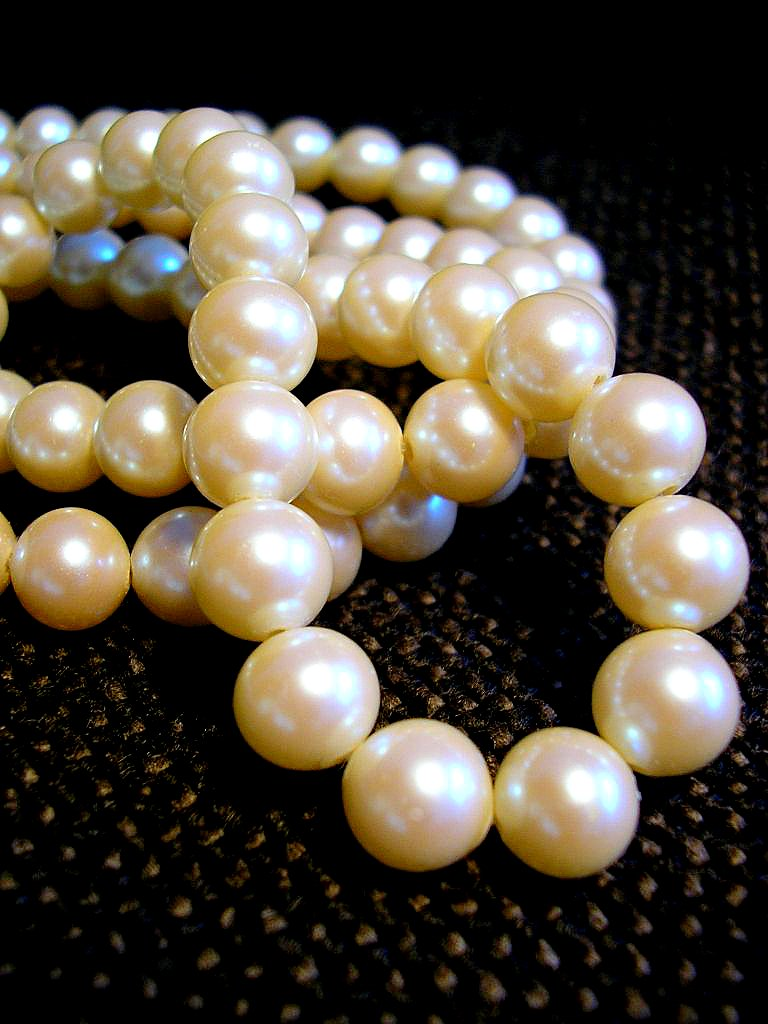
گردنبندی از مروارید سفید

مُروارید یا دُر، گوهری است معمولاً سفید و درخشان که درون برخی از نرم‌تنان دوکفه‌ای مانند صدف مروارید به وجود می‌آید. مروارید از کلسیم کربنات (به‌طور عمده آراگونیت یا مخلوطی از آراگونیت به همراه کلسیت) تشکیل شده است.
وقتی جسمی خارجی مانند ذره‌ای شن بین صدف و پوسته او قرار بگیرد جانور لایه‌هایی مرکب از ماده آلی شاخی کونچیولین و بلورهای کلسیت یا آراگونیت را به دور جسم خارجی ترشح می‌کند. از این لایه‌های هم‌مرکز رفته رفته مروارید شکل می‌گیرد. مروارید با جنس دیواره درون صدف یکسان است. شکل مروارید اغلب نزدیک به کره است هرچند به شکل‌های دیگر مانند گلابی و دکمه و حتی شکل‌های نامنظم هم دیده می‌شود. درشتی آن به درشتی دانه خشخاش تا تخم کبوتر است. رنگ مروارید اغلب سفید است ولی ممکن است به رنگ‌های صورتی و زرد و سبز و آبی و قهوه‌ای و سیاه نیز دیده شود. در اقیانوس هند و استرالیا صید می‌شود. در قرن بیستم پرورش مروارید رواج بیشتری یافت و برای تهیه مروارید پرورشی (که گاه مروارید مصنوعی نیز نامیده می‌شود) با سوراخ کردن پوسته صدف، یک قطعه مروارید بسیار کوچک را در درون صدف قرار می‌دهند تا جانور لایه‌هایی به دور آن ایجاد کند.

## نگارخانه

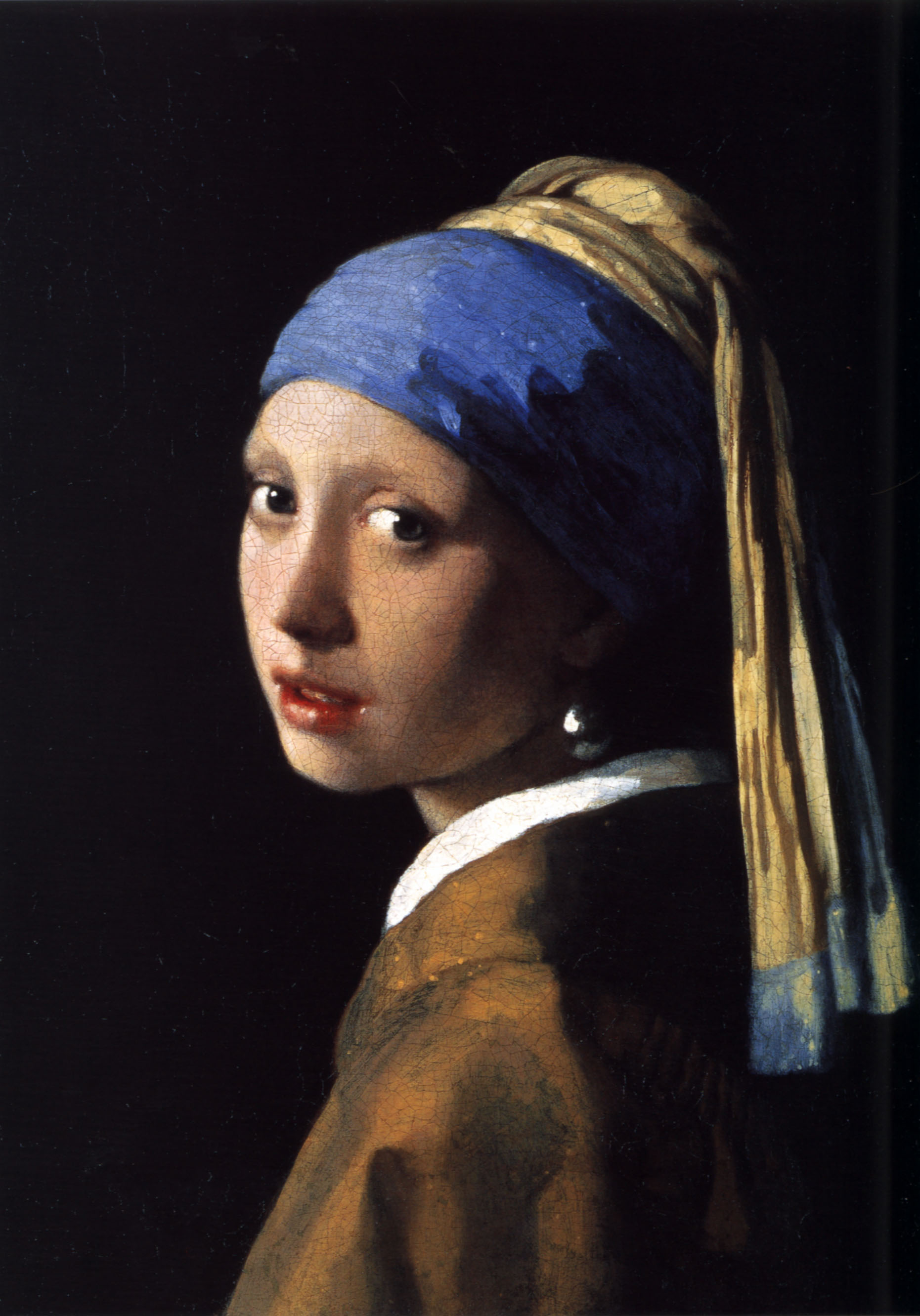
دختری با گوشواره مروارید از یوهانس فرمیر،  حدود سال ۱۶۶۵ میلادی
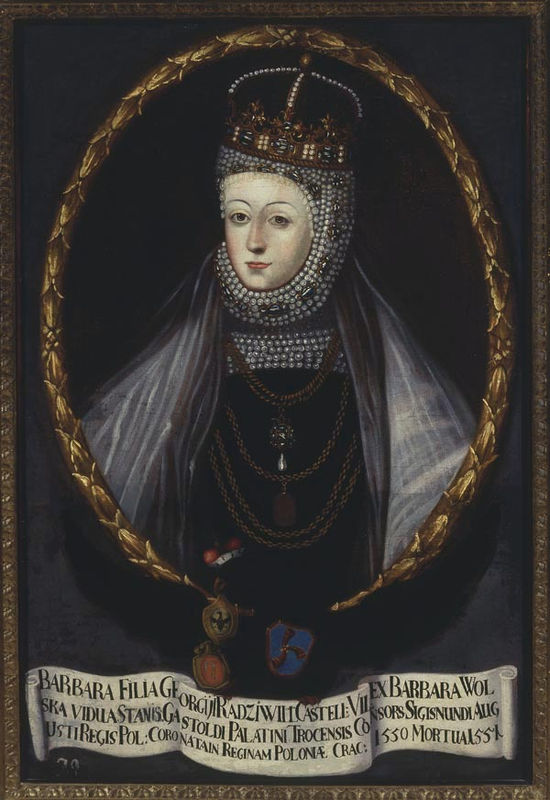
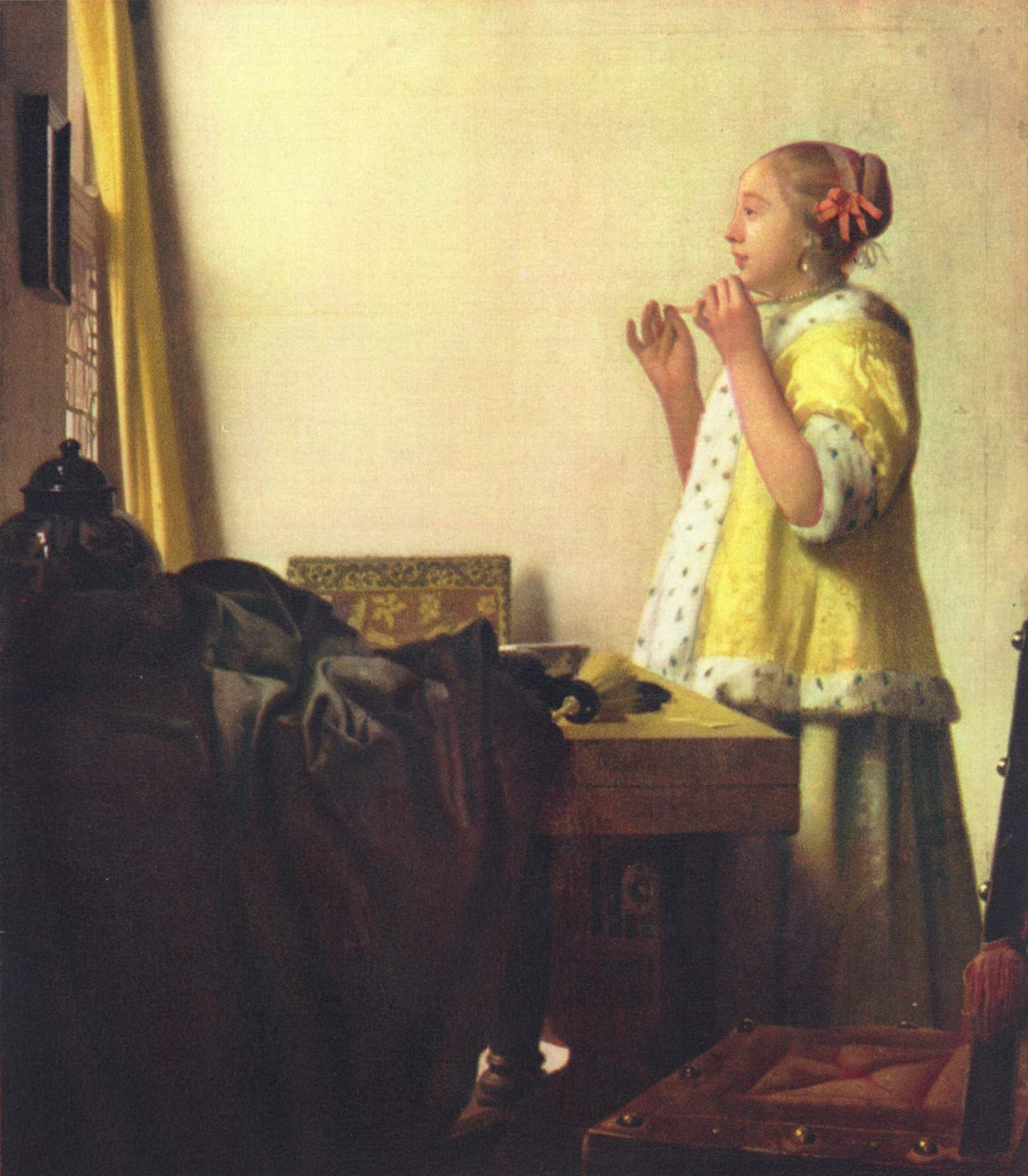
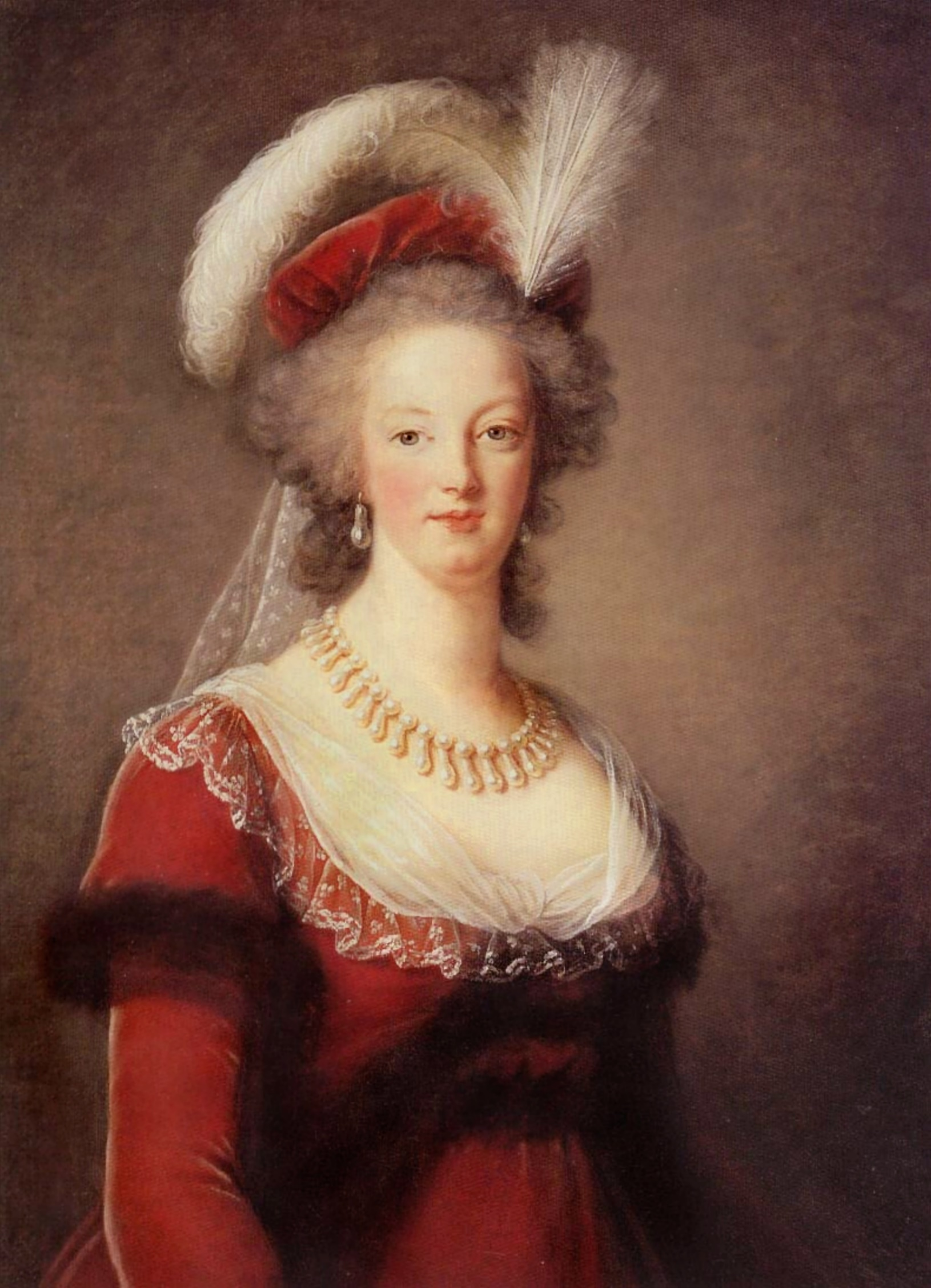